# Larkspur (Colorado)
Larkspur è un centro abitato (town) degli Stati Uniti d'America, situato nella contea di Douglas dello Stato del Colorado. Nel censimento del 2000 la popolazione era di 234 abitanti.

## Geografia fisica
Secondo i rilevamenti dell'United States Census Bureau, Larkspur si estende su una superficie di 3,5 km².